# Emil Berliner Studios
Die Emil Berliner Studios, benannt nach dem Erfinder des Grammophons und der Schallplatte, sind ein Tonstudio in Berlin. Die Studios sind aus der Aufnahmeabteilung der Deutschen Grammophon Gesellschaft hervorgegangen.

## Geschichte

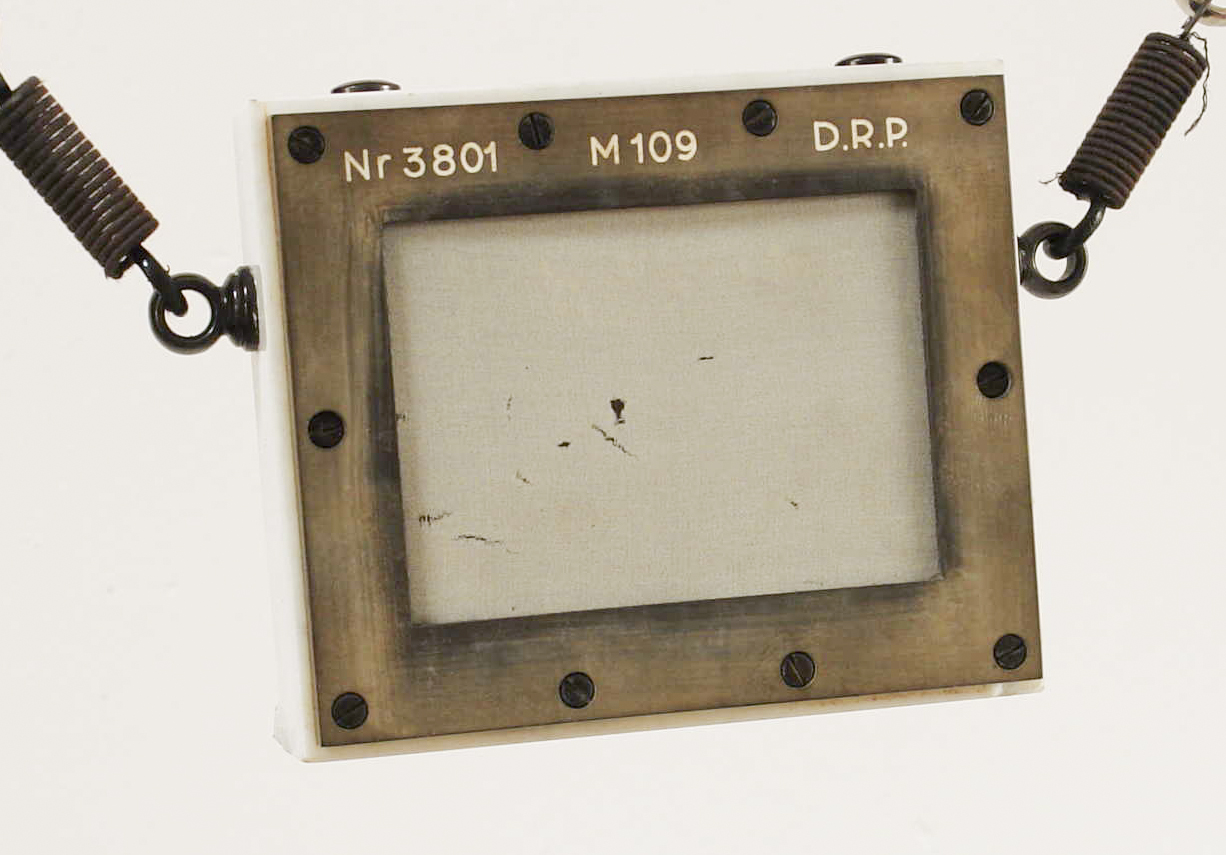
Das Reisz-Mikrophon wurde von 1925 bis 1928 für Schallplattenaufnahmen benutzt

Die von Emil Berliner 1898 gegründete Deutsche Grammophon Gesellschaft eröffnete 1900 in ihrem Hauptquartier in Berlin-Kreuzberg, Markgrafenstraße 76, ein Tonstudio mit drei Aufnahmeräumen. Zusätzlich wurden Tonaufnahmen mit mobiler Technik weltweit durchgeführt.
Im Jahr 1925 lösten in den Studios elektrische Aufnahmen mit dem Reisz-Kohlemikrophon die vormals rein mechanischen Trichteraufnahmen ab.
Drei Jahre später kamen erstmals Kondensator-Mikrophone der Firmen General Electric und Neumann zum Einsatz. Ab 1939 wurden die Räume des ehemaligen Central-Theaters in der Alten Jakobstraße 30–32 am heutigen Waldeckpark als Aufnahmeraum genutzt. Hier wurden die ersten Aufnahmen mit dem jungen Herbert von Karajan durchgeführt. Zu den Solisten zählten Wilhelm Kempff, Elly Ney, Georg Kulenkampff, Erna Berger, und Heinrich Schlusnus.

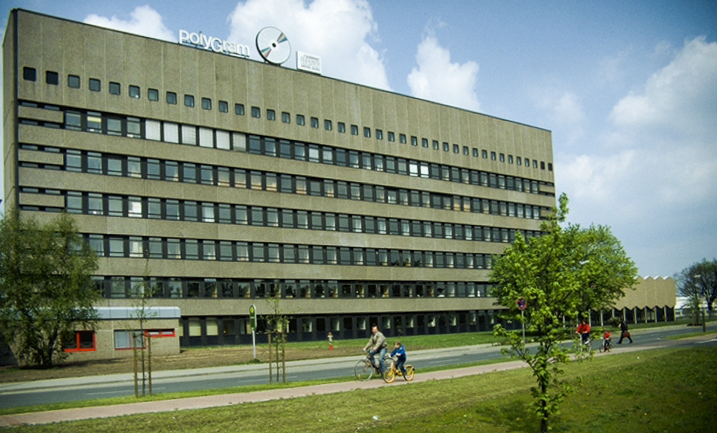
Das Recording Centre der Deutschen Grammophon Gesellschaft befand sich von 1978 bis 1996 in den obersten drei Stockwerken

Das Tonstudio in der Alten Jakobstraße wurde 1945 durch alliierte Luftangriffe zerstört. Nach Kriegsende nahm die Aufnahmeabteilung der Deutschen Grammophon ihre Tätigkeit von Hannover aus mit rein mobiler Tontechnik wieder auf und richtete auf dem Gelände der Schallplattenfabrik in der Podbielskistraße Schneid- und Mischstudios ein. 1946 entstanden die ersten Aufnahmen auf Magnettonband und lösten den bis dahin praktizierten Direktschnitt (Direct-to-Disc) ab. Die ersten Stereoaufnahmen erfolgten 1950 für die Deutsche Grammophon.
1969 zogen die Studios nach Hannover-Langenhagen um. Ein Jahr später wurde die Mehrspurtechnik eingeführt. Die erste Quadrophonie-Aufnahme (4-Spur) mit Michael Tilson Thomas entstand mit mobiler Technik in Boston, 1973 folgte die erste 8-Spur-Opernproduktion mit Carlos Kleiber (Weber: Der Freischütz). 1976 produzierten die Studios mit Eugen Jochum die erste 16-Spur-Opernproduktion (Wagner: Die Meistersinger von Nürnberg) und zeitgleich mit Maurizio Pollini die erste digitale Stereo-Testaufnahme. Die erste digitale Mehrspuraufnahme mit Herbert von Karajan (Wagner: Parsifal) wurde 1979 produziert.

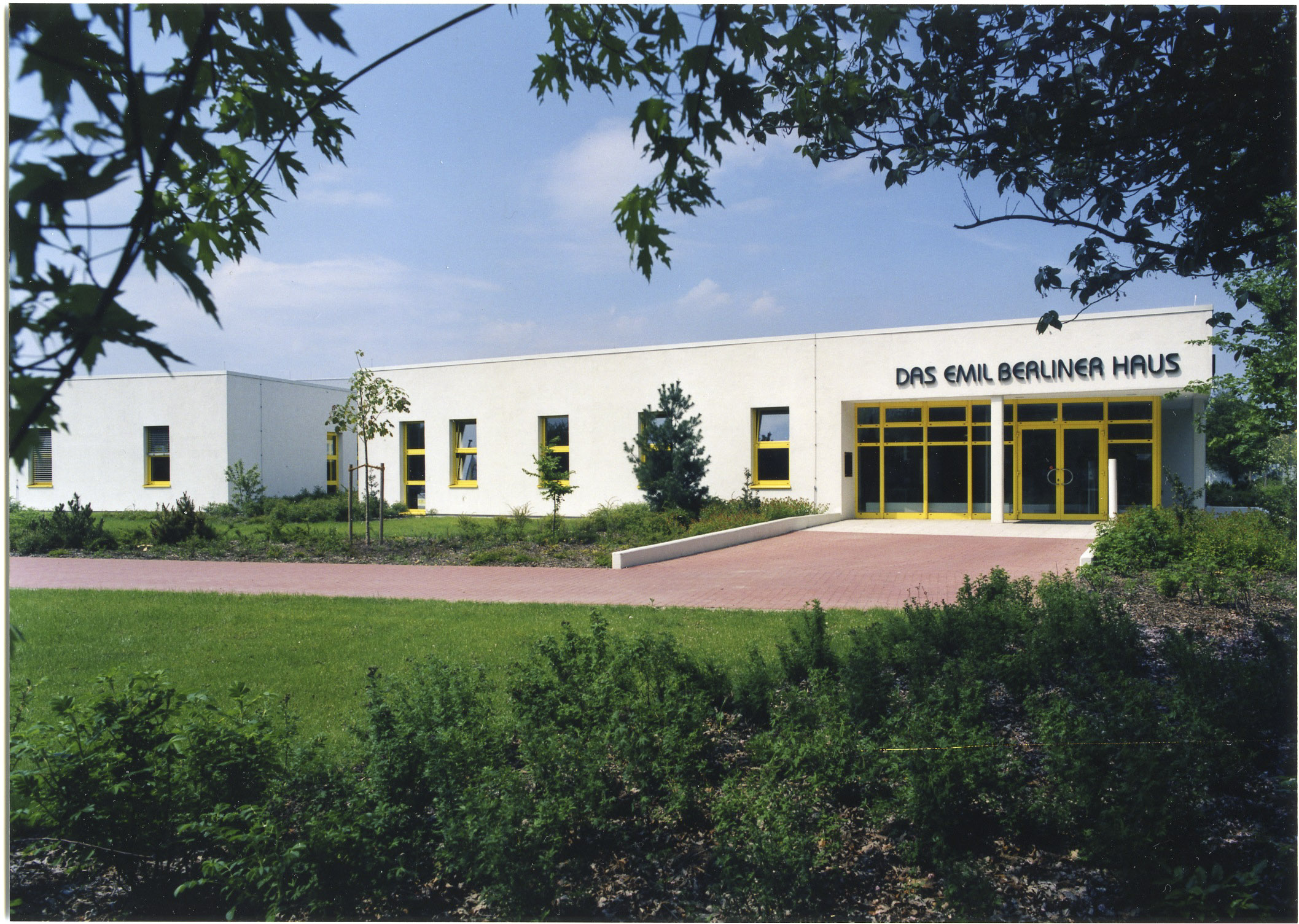
Das Emil Berliner Haus in Hannover-Langenhagen

1989 erfolgte der erste Einsatz von digitalen Mischpulten und ab 1994 wurde auf modifizierten Multitrack-Maschinen in 24-bit-Technik aufgenommen. 1996 bezog das Recording Center das neuerrichtete Emil-Berliner-Haus in Hannover-Langenhagen. Im Jahr darauf erfolgte die Umbenennung der Studios in PolyGram Recording Services. Die Aufnahmetätigkeit wurde auf weitere PolyGram-Klassiklabels und Drittkunden ausgedehnt.
In Folge eines weiteren Eigentümerwechsels wurde der Name 1999 in Universal Recording Services geändert. Im Jahr 2000 gingen die Abteilungen Recording, Audio Engineering, Tape-Mastering und Tape-Archive in die Emil Berliner Studios GmbH, a division of Deutsche Grammophon auf. In dieser Zeit entwickelten die Emil Berliner Studios das Ambient-Surround-Imaging-Verfahren.

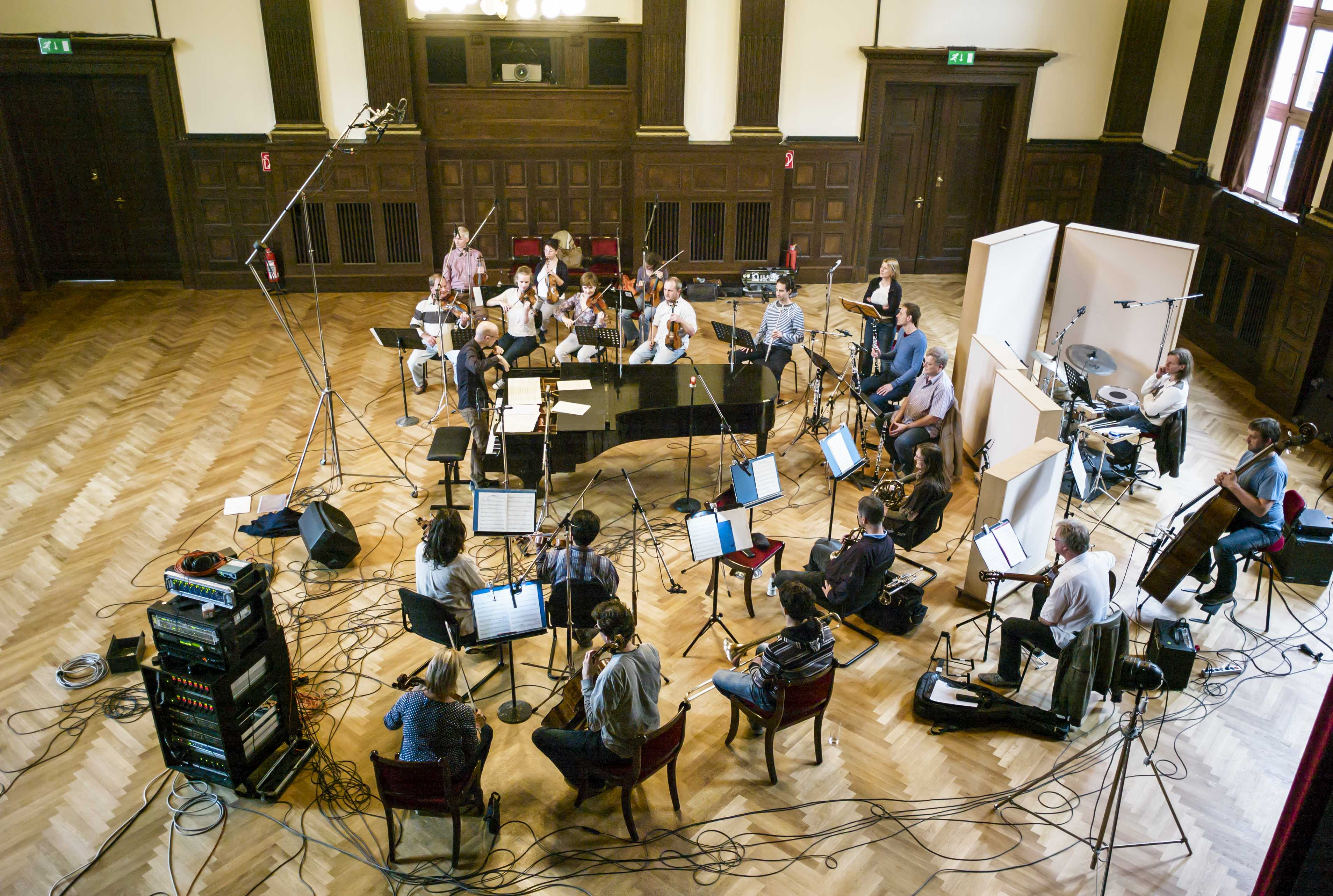
Orchesteraufnahme der Emil Berliner Studios im Meistersaal

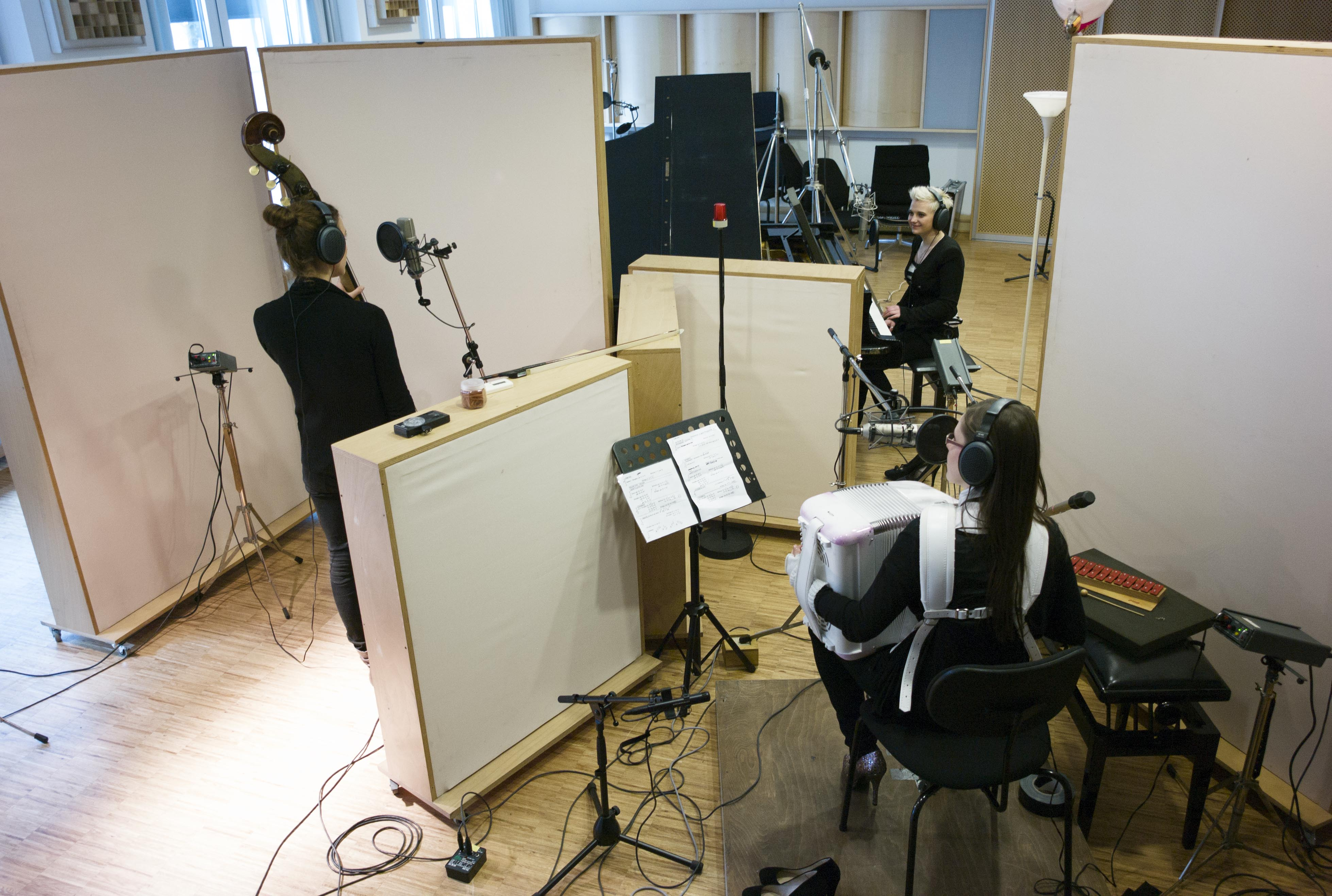
Direct-to-Disc-Aufnahme mit der Band Elaiza in den Emil Berliner Studios

Im Mai 2008 führte ein Management-Buy-out der Recording-Abteilung zur Loslösung von der Deutschen Grammophon Gesellschaft und zur Gründung der EBS Productions GmbH & Co. KG. Unter dem Namen Emil Berliner Studios wurden die Aufnahme- und Studioaktivitäten als unabhängiges Tonstudio weitergeführt. 2010 zogen die Emil Berliner Studios nach Berlin-Kreuzberg und fanden in der Köthener Straße 38, im selben Haus, in dem sich auch die Hansa-Tonstudios und der Meistersaal befinden, eine neue Heimat. Zu den in Berlin produzierten Künstlern gehören Anna Netrebko, Plácido Domingo, Rolando Villazón, Lang Lang und Anne-Sophie Mutter.
Die neuen Studios führten zur Erweiterung der Aufnahmeaktivitäten zu Jazz-, Rock- und Filmmusik. Eine Besonderheit ist die Wiederaufnahme von Direktschnittaufnahmen (Direct-to-Disc).

## Ausstattung
Die Studios beherbergen auf rund 450 m² drei digitale Tonregien, eine Analog-Suite mit einer Neumann-VMS-80-Schneidanlage für den Vinyl-Schnitt, einen 100 m² großen Aufnahmeraum und ein Lager für das mobile Equipment. Alle Regieräume sind digital wie analog mit dem Meistersaal vernetzt.